# Heike Zornow
Heike Zornow (* 20. März 1970 in Berlin) ist eine ehemalige deutsche Handballspielerin, die während ihrer Laufbahn für die deutsche Nationalmannschaft auflief.

## Karriere
Zornow spielte anfangs beim TSV GutsMuths Berlin. Später wechselte sie in den Jugendbereich vom VfL Oldenburg, mit dem sie drei Mal die deutsche Jugend-Meisterschaft gewann. Im Jahre 1989 schloss sich die Torhüterin dem Bundesligaaufsteiger TSV Tempelhof-Mariendorf an. Später wechselte sie zum Bundesligisten SC Magdeburg. Nachdem Magdeburg 1996 abgestiegen war, wechselte Zornow zum Erstligisten HSG Herrentrup-Blomberg. Nach einer Babypause kehrte sie 1999 zum VfL Oldenburg zurück. 2007 beendete Zornow ihre Karriere in Oldenburg, übernahm im Februar 2008 beim Regionalliga BV Garrel das Torwarttraining und war dort zusätzlich als Jugendtrainerin aktiv. Als im April 2008 dem Zweitligisten Borussia Dortmund nur noch eine Torhüterin zur Verfügung stand, wurde Zornow bis zum Saisonende 2007/08 verpflichtet. Mit ihrer Unterstützung stieg Dortmund in die Bundesliga auf. Der Zweitligist SC Markranstädt reaktivierte sie nochmals im Jahre 2009.
Heike Zornow bestritt insgesamt 18 Länderspiele für die deutsche Nationalmannschaft. Bei der Weltmeisterschaft 1990 belegte sie mit Deutschland den 4. Platz.